# 공무역
공무역(公貿易)은 무역의 주체가 공공기관이 되는 경우로서 정부가 출자하거나 또는 직접 무역공사를 설립하여 무역을 수행하는 형태를 말한다. 주로, 신라와 당나라, 고려와 송나라, 요나라 그리고 조선과 명나라, 청나라 사이에서 조공의 형식으로 정부와 정부 사이에 행하던 물물교환을 말한다.

## 같이 보기
- 사무역
- 무역
- 국제 무역